# Gavin Schmidt

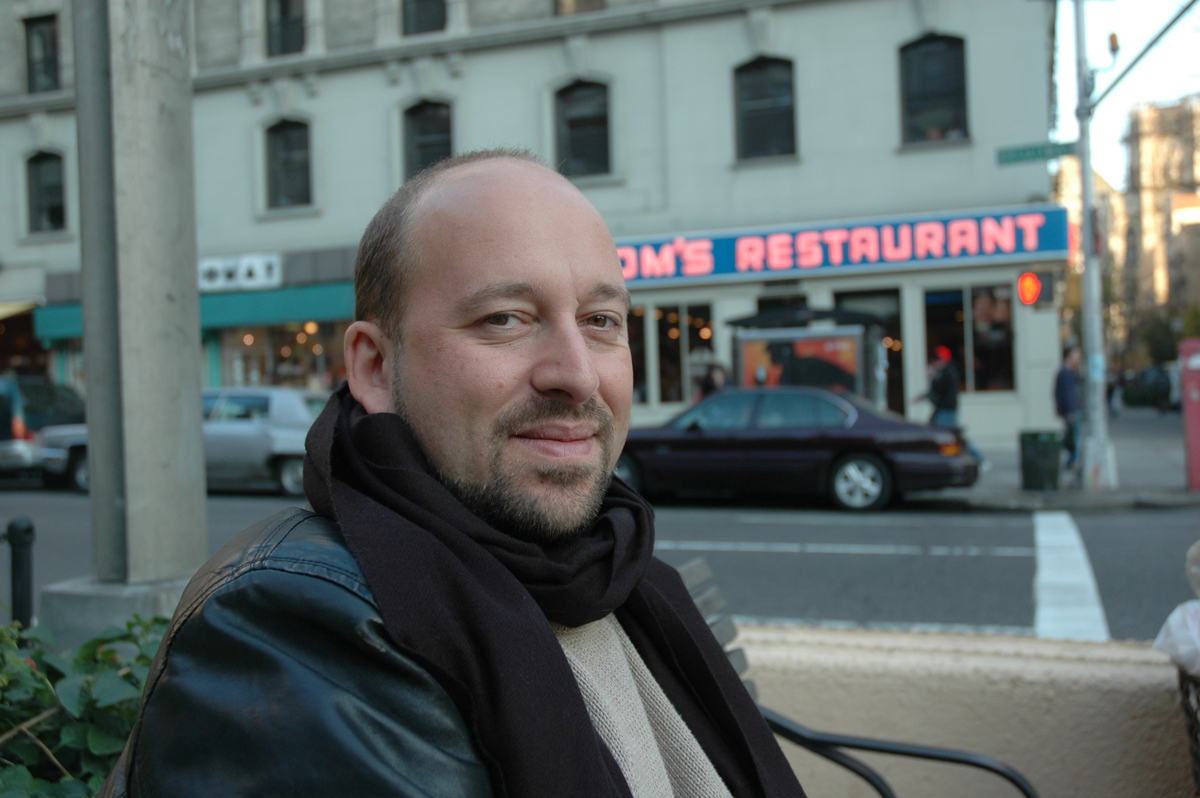

Gavin A. Schmidt – klimatolog w NASA Goddard Institute for Space Studies (GISS). Zajmuje się ogólnymi modelami cyrkulacji oceanu i atmosfery i wpływem zaburzeń klimatycznych na zmiany klimatu.
Schmidt prowadzi blog RealClimate.